# Karmelija-Vardija
Karmelija-Vardija (hebrejsky: כרמליה-ורדיה) je část města Haifa v Izraeli. Tvoří podčást 5. městské čtvrti ha-Karmel.
Jde o územní jednotku vytvořenou pro administrativní, demografické a statistické účely. Zahrnuje jižní část čtvrti ha-Karmel, ležící na vyvýšených sídelních terasách v pohoří Karmel, oddělených zalesněnými údolími sezónních toků (vádí). Nacházejí se tu obytné okrsky Karmelija, Vardija a Šambur.
Populace je židovská, bez arabského prvku. Rozkládá se na ploše 2,37 kilometru čtverečního. V roce 2008 zde žilo 13 940 lidí, z toho 13 550 židů.